# Tòa nhà Quốc hội (Hàn Quốc)

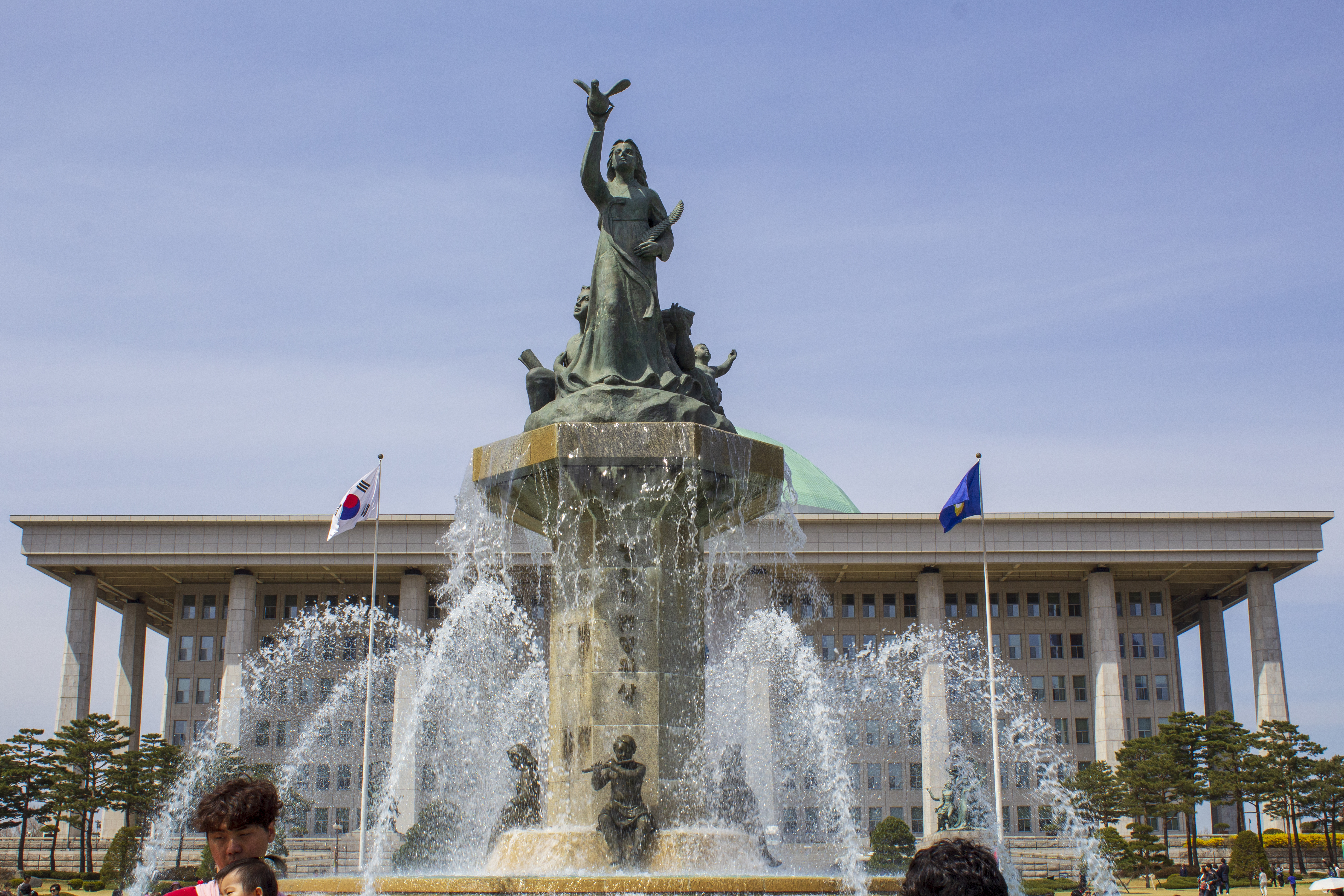
Quang cảnh Tòa nhà Quốc hội Hàn Quốc. Đặc điểm chính của nơi này là có một đài phun nước.

Tòa nhà Quốc hội Hàn Quốc (Tiếng Hàn: 국회의사당, Hanja: 國會議事堂) là tòa nhà diễn ra các cuộc họp của Quốc hội Hàn Quốc. Địa chỉ là 1 Uisadang-daero, Yeongdeungpo-gu, Seoul. Tòa nhà Quốc hội hiện tại đã được sử dụng từ năm 1975, và trước đó, Văn phòng Trung tâm tại Cung điện Gyeongbokgung ở Jongno-gu, Seoul và tòa nhà quốc hội cũ ở Taepyeong-ro, Jung-gu đã được sử dụng.

## Lịch sử

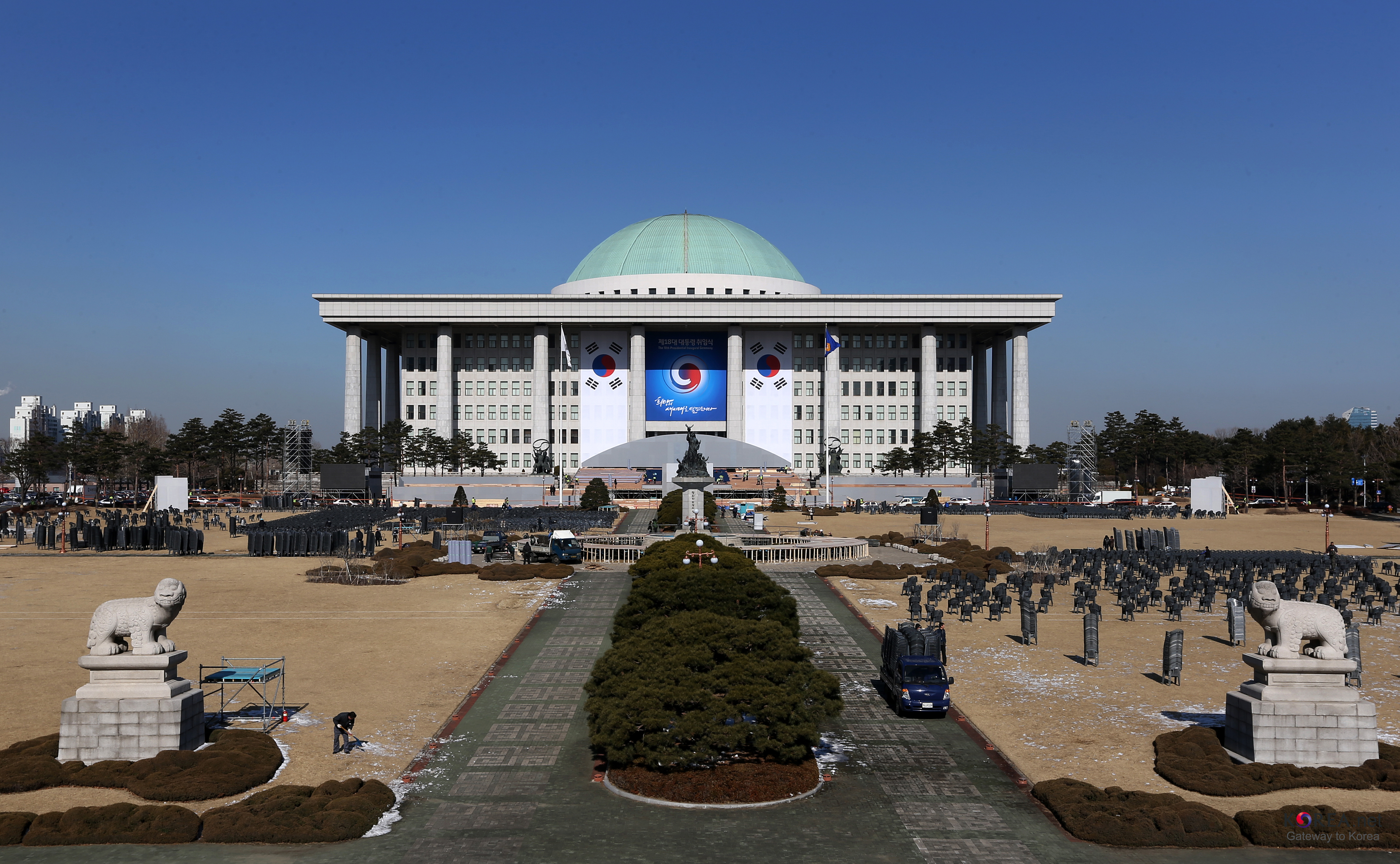
Công tác chuẩn bị cho lễ nhậm chức của tổng thống thứ 18 tại Tòa nhà Quốc hội

Tòa nhà hiện tại được hoàn thành vào năm 1975. Trước năm 1975, chính phủ Hàn Quốc đã sử dụng Tòa nhà Hội đồng Thủ đô Seoul hiện tại, một hội trường công cộng được tạo ra trong thời kỳ Nhật Bản chiếm đóng Hàn Quốc. Phòng họp toàn thể có sức chứa 400 người, bề ngoài là để chuẩn bị cho các nhà lập pháp mới trong trường hợp thống nhất Triều Tiên xảy ra. Hội trường Kỷ yếu Quốc hội đã được sử dụng cho lễ nhậm chức của một số tổng thống Roh Tae-woo năm 1988, Kim Young-sam năm 1993, Kim Dae-jung năm 1998, Roh Moo-hyun năm 2003, Lee Myung-bak năm 2008, Park Geun-hye năm 2013, Moon Jae-in năm 2017 và Yoon Suk-yeol năm 2022.

### Dòng thời gian
| Vị trí                                            | Địa chỉ                                                                             | Giai đoạn                                                                                  | Mục đích         | Ghi chú                                                                   |
| ------------------------------------------------- | ----------------------------------------------------------------------------------- | ------------------------------------------------------------------------------------------ | ---------------- | ------------------------------------------------------------------------- |
| Văn phòng Trung tâm                               | Bên trong cung điện Gyeongbokgung của triều đại Joseon, Sejong-ro, Jongno-gu, Seoul | Quốc hội khóa I (từ 31-5-1948) đến Quốc hội khóa VII (từ 27-6-1950)                        | Tòa nhà Quốc hội |                                                                           |
| Nhà hát văn hóa                                   | Daegu                                                                               | Quốc hội khóa VIII (từ 27-7-1950) đến Quốc hội khóa VIII (đến 17-8-1950)                   | Tòa nhà Quốc hội | trong Chiến tranh Triều Tiên                                              |
| Nhà hát văn hóa                                   | Busan                                                                               | Quốc hội khóa VIII (từ 1950.9.1) đến Quốc hội khóa VIII (đến 1950.10.6)                    |                  |                                                                           |
| Văn phòng Trung tâm                               | Sejong-ro, Jongno-gu, Seoul                                                         | Quốc hội khóa VIII (từ 7-10-1950) đến Quốc hội khóa VIII (đến 26-11-1950)                  |                  |                                                                           |
| Hội đồng thành phố Seoul (Hội trường Bumin cũ)    | 60-1 Taepyeong-ro 1-ga, Jung-gu, Seoul                                              | Quốc hội khóa IX (từ 8-12-1950) đến Quốc hội khóa X (đến 3-1-1951)                         |                  |                                                                           |
| Nhà hát Busan                                     | Nampo-dong 5-ga, Jung- gu, Busan                                                    | Quốc hội khóa X (từ 4-1-1951) đến Quốc hội khóa XI (đến 11-6-1951)                         |                  |                                                                           |
| Mudeokjeon                                        | Văn phòng tỉnh Gyeongnam                                                            | Quốc hội khóa XI (27-6-1951) đến Quốc hội khóa XVI (đến khi trao trả chính quyền năm 1953) |                  | Sau Quốc hội khóa 13 theo Hiến pháp và Đạo luật sửa đổi Quốc hội, Hạ viện |
| Văn phòng Trung tâm                               | Sejong-ro, Jongno-gu, Seoul                                                         | Quốc hội khóa 16 (từ 21-9-1953) đến Quốc hội khóa 18 (đến 30-5-1954)                       | Hạ viện          | hwando                                                                    |
| Hội đồng thành phố Seoul (trước đây là Bumingwan) | 60-1 Taepyeong-ro 1-ga, Jung-gu, Seoul                                              | Quốc hội khóa 19 (từ ngày 9-6-1954) đến khóa 38 (đến ngày 16-5-1961)                       | Hạ viện          |                                                                           |
| dahangongronsa                                    | 31-3 Taepyeong-ro 1-ga, Jung-gu, Seoul                                              | Quốc hội khóa 36 (từ 8-8-1960) đến khóa 37 (đến 22-12-1960)                                | Hạ nghị viện     |                                                                           |
| Samjungjeong (Trụ sở hải quân cũ)                 | 24 Taepyeong-ro 2-ga, Jung-gu, Seoul                                                | Quốc hội khóa 37 (từ 23-12-1960) đến Quốc hội khóa 38 (đến 16-5-1961)                      | Tòa nhà Quốc hội |                                                                           |
| Hội đồng thành phố Seoul (trước đây là Bumingwan) | 60-1 Taepyeong-ro 1-ga, Jung-gu, Seoul                                              | Quốc hội khóa 39 (từ 1-12-1963) đến Quốc hội khóa 93 (đến 9-4-1975)                        | Tòa nhà Quốc hội |                                                                           |
| Tòa nhà Quốc hội                                  | 1 Uisadang-daero, Yeongdeungpo-gu, Seoul (1 Yeouido-dong)                           | Quốc hội khóa 94 (từ 22 tháng 9 năm 1975) đến nay                                          | Tòa nhà Quốc hội | Hoàn thành ngày 1 tháng 9 năm 1975                                        |

## Thông tin

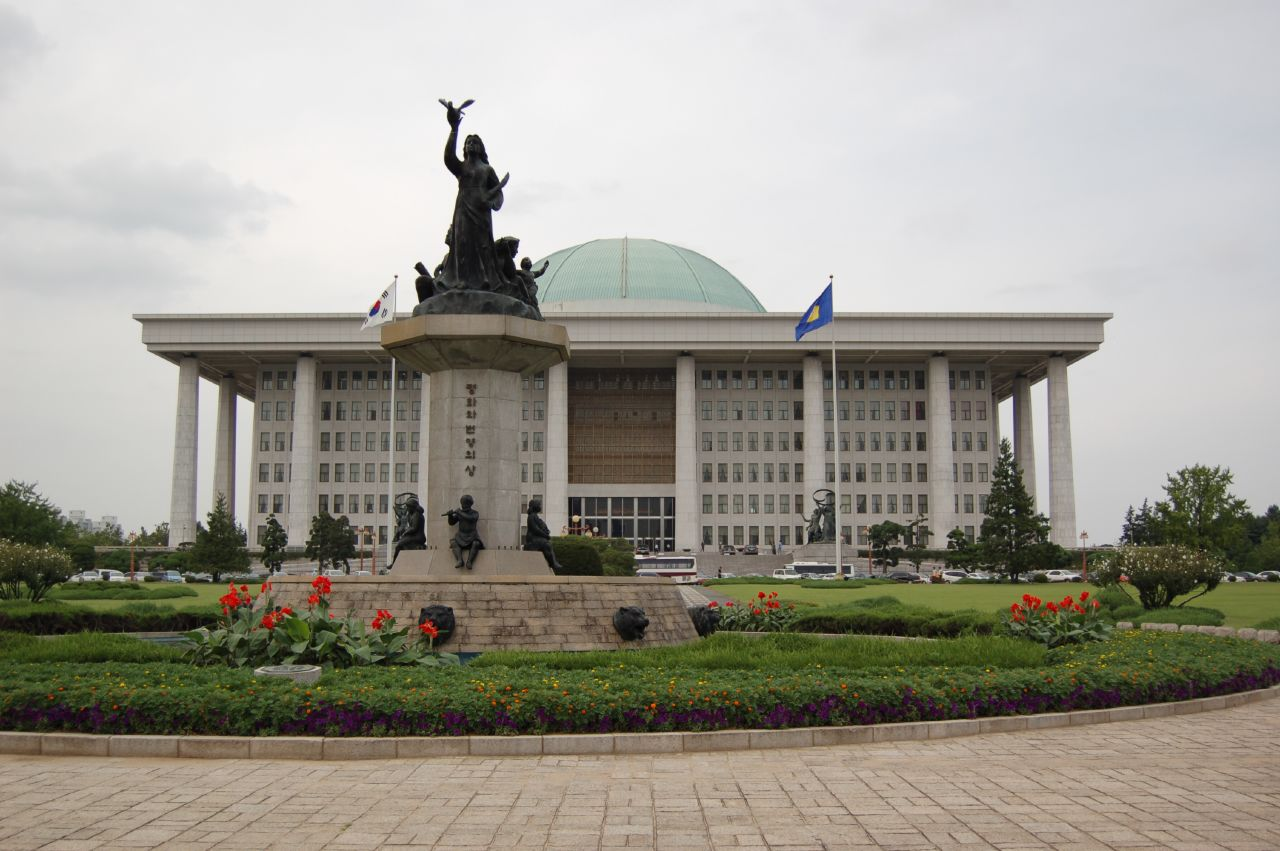
Tòa nhà Quốc hội

Trong tổng diện tích 800.000 pyeong ở Yeouido, địa điểm dành cho Quốc hội chiếm 100.000 pyeong. Diện tích tòa nhà là 24.636 pyeong, có 2 tầng dưới mặt đất và 6 tầng trên mặt đất, dài 122 mét và rộng 81 mét. Là một tòa nhà bê tông cốt thép, đây là tòa nhà quốc hội lớn nhất ở châu Á.
24 cây cột hình bát giác bằng đá granit đỡ tòa nhà, tượng trưng cho 24 tiết khí ở Hàn Quốc, và trung tâm được bao phủ bởi mái hình vòm có đường kính đáy là 64 mét. Mái vòm này bằng đồng vào thời điểm xây dựng, nhưng do các vấn đề như độ ẩm và mưa , nó đã trở thành màu xanh ngọc mà chúng ta thấy ngày nay. Nó cũng được cho là tượng trưng cho bản chất của nền dân chủ nghị viện, trong đó các ý kiến khác nhau của người dân đi đến một kết luận duy nhất thông qua các cuộc thảo luận về ưu và nhược điểm. Có một hội trường quay ba tầng dưới mái vòm, và nó là một không gian trống cho đến mái nhà phía trên nó. Ở đây, rotender Hall có nghĩa là 'đấu thầu luật', và nó có nghĩa là luật được thông qua một cách nhẹ nhàng. Người ta chỉ trích vì gọi nó là sự biến đổi kỳ lạ của rotunda, nghĩa là tòa nhà hình tròn trong kiến trúc.
Để chuẩn bị cho việc thống nhất trong tương lai và tăng số lượng đại biểu Quốc hội, hội trường chính của Quốc hội có các ghế di động và có thể mở rộng lên tối đa 400 ghế.
Ngoài ra, nó được thiết kế để chuẩn bị cho việc thực hiện hệ thống lưỡng viện, và hội trường chính hiện tại sẽ là hội trường chính của Hạ viện, và phòng họp hiện tại của Ủy ban Cân nhắc Đặc biệt về Ngân sách và Tài khoản sẽ được sử dụng làm phòng họp hội trường chính của Hạ nghị viện (100 chỗ ngồi).
Trước tòa nhà chính của tòa nhà Quốc hội, nơi tổ chức phiên họp, có các tòa nhà như Hội trường , Thư viện Quốc hội , Nhà tưởng niệm Hiến pháp .
Toàn bộ khu vực tòa nhà Quốc hội được xếp vào hạng công trình quan trọng quốc gia cấp "A" theo đơn đặt hàng của Bộ Quốc phòng Hàn Quốc nên cảnh sát Hàn Quốc luôn túc trực đảm bảo an ninh.
Ngày 23 tháng 8 năm 2009, nó cũng được sử dụng trước sân tòa nhà Quốc hội trong lễ tang cấp nhà nước của cựu Tổng thống Kim Dae-jung.

## Văn hóa đại chúng
- Bộ phim truyền hình Đại nghiệp của SBS được phát sóng vào năm 2010.
- Bộ phim truyền hình Assembly của KBS được phát sóng vào năm 2015.
- Bộ phim truyền hình D-Day của JTBC được phát sóng vào năm 2015.
- Bộ phim truyền hình Designated Survivor: 60 Days của tvN được phát sóng vào năm 2019.
- Bộ phim truyền hình Nữ luật sư kỳ lạ Woo Young Woo của ENA được phát sóng vào năm 2022.
- Bộ phim truyền hình Cậu út nhà tài phiệt của JTBC được phát sóng vào năm 2022.

## Giao thông

### Đường sắt đô thị
- ● Tuyến số 9 - Ga Quốc hội

## Thư viện

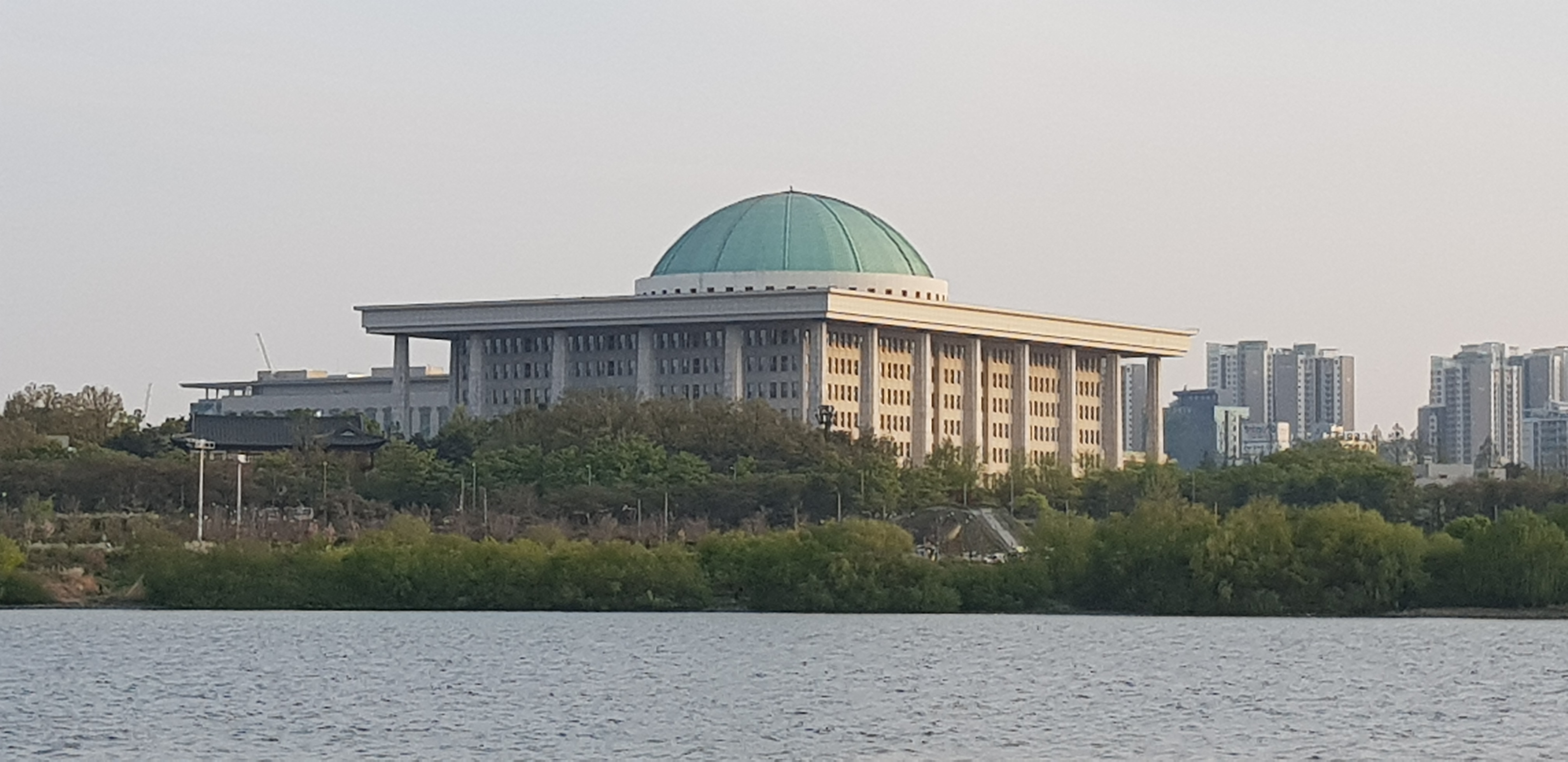
View nhìn từ du thuyền sông Hán
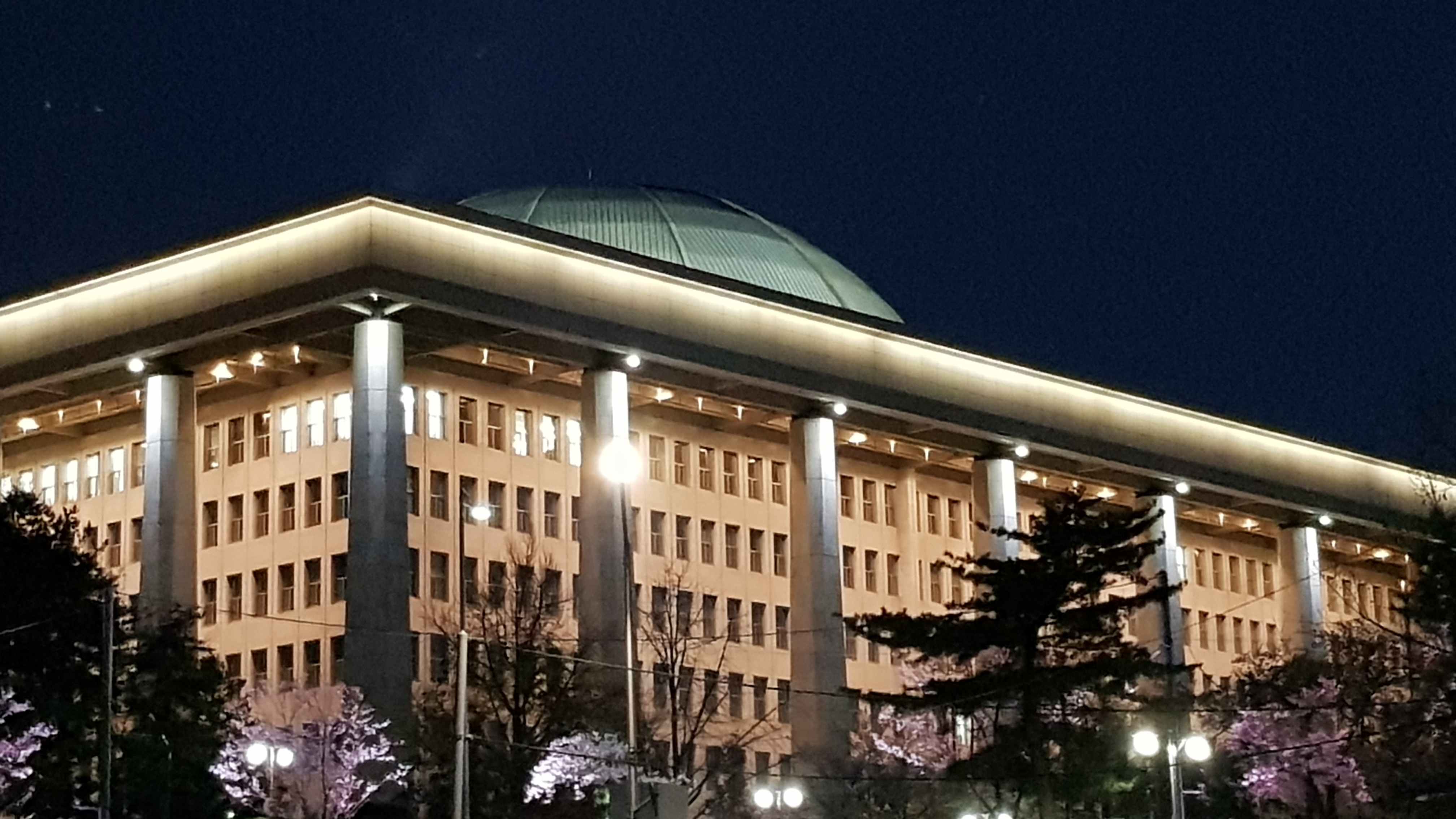
Cảnh vào ban đêm